# دیوانه و گل رز
دیوانه و گل رز (انگلیسی: Rave & Roses) اولین آلبوم استودیویی خواننده اهل نیجریه رما است که در ۲۵ مارس ۲۰۲۲ توسط جونزینگ ورلد و ماوین رکوردز منتشر شد. این آلبوم شامل حضور مهمان سیکس‌لک، کریس براون، ای‌جی تریسی و یسولت بود.